# Betula bomiensis
Betula bomiensis — вид квіткових рослин з родини березових (Betulaceae). Росте у Тибеті.

## Таксономічні примітки
Синонім: Betula delavayi var. microstachya P.C.Li. Таксони Betula delavayi, B. bomiensis, B. calcicola, B. potaninii дуже переплутані. Однак їх можна розділити за видимими морфологічними ознаками, плоїдністю та географічним розподілом.

## Біоморфологічна характеристика
Це невелике дерево до 8 м заввишки.

## Поширення й екологія
Поширення: ендемік Тибету. Зростає на висотах від 0 до 2400 метрів. Росте на узліссях широколистяних лісів і рідколісся або в сухих чагарниках з Caragana, Rosa і Artemisia. Цей вид вважається посухостійким.

## Загрози й охорона
Знищення лісів є поширеним явищем у Тибеті. Цей вид зберігається в шести колекціях ex situ. Цей вид культивується в ботанічному саду Ліверпульського університету.